# Bejaria

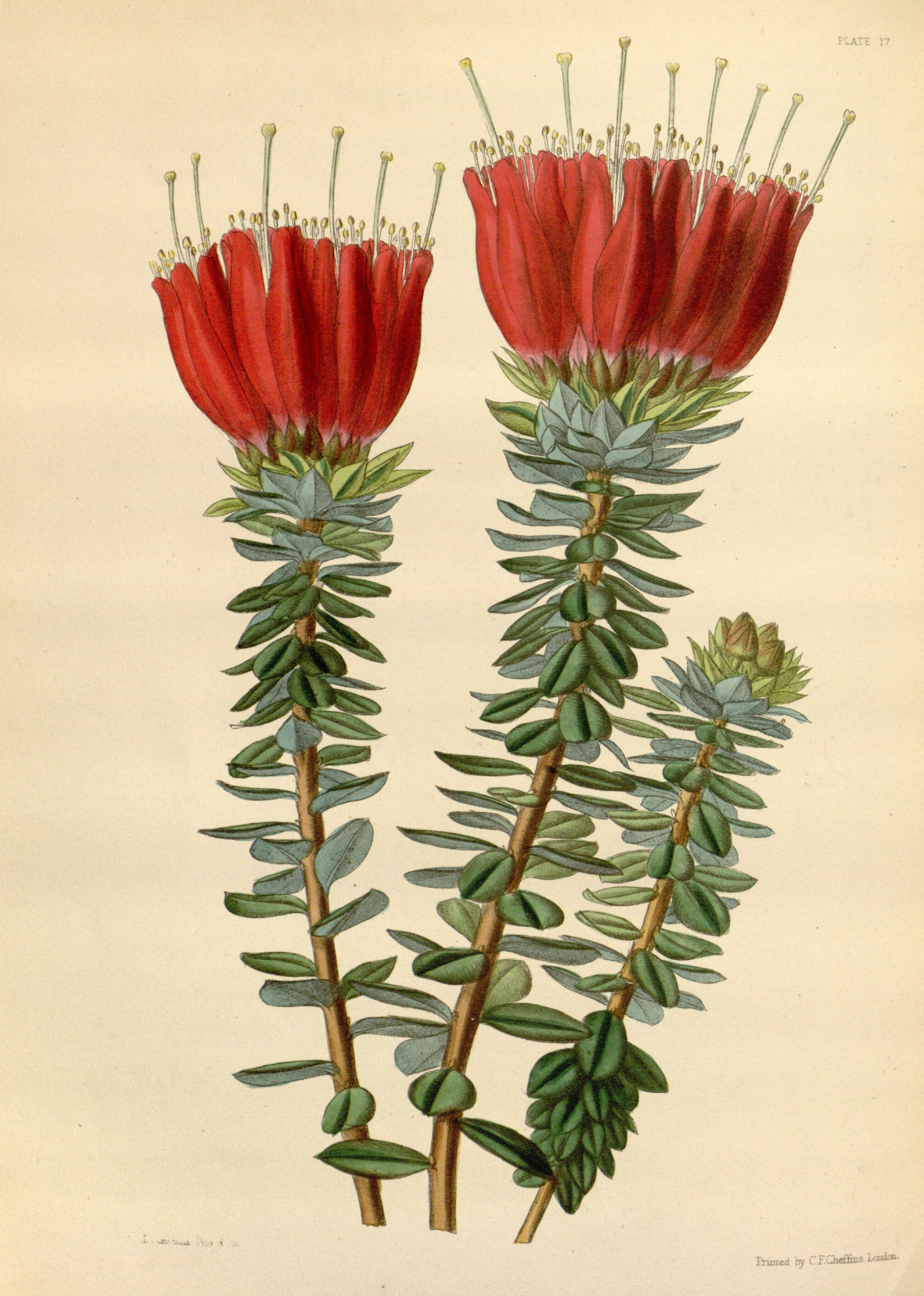
Ilustrace Bejaria aestuans z roku 1853

Bejaria je rod rostlin z čeledi vřesovcovité. Jsou to stálezelené keře s jednoduchými střídavými listy a pohlednými, většinou sedmičetnými květy s volnými korunními plátky. Plodem je tobolka. Rod zahrnuje 15 druhů a je rozšířen v horských oblastech  Ameriky od Mexika a jihovýchodu USA po Bolívii a Guyanskou vysočinu. Některé druhy jsou využívány v domorodé medicíně.

## Popis
Zástupci rodu Bejaria jsou stálezelené, pozemní, bohatě větvené keře nebo řidčeji malé stromy. Rostliny jsou lysé nebo pokryté žláznatými štětinami. Listy jsou jednoduché, střídavé, ploché nebo podvinuté, celokrajné nebo řidčeji s nevýrazně zoubkatým okrajem. Květy jsou nápadné, pěti až osmičetné (nejčastěji sedmičetné), uspořádané ve vrcholových nebo úžlabních hroznech či chocholících. Kalich je zvonkovitý. Korunní lístky jsou volné, koruna trubkovitá nebo rozestálá, brzy opadavá. Tyčinek je dvakrát více než korunních plátků nebo větší počet (až 20), jsou stejně dlouhé, zdéli korunních plátků nebo delší, volné. Semeník je svrchní, lysý a obsahuje 5 až 7 komůrek. Čnělka je prodloužená a často přihnutá k jedné straně, zakončená hlavatou bliznou. Plodem je kulovitá tobolka, pukající od vrcholu 5 až 7 chlopněmi.

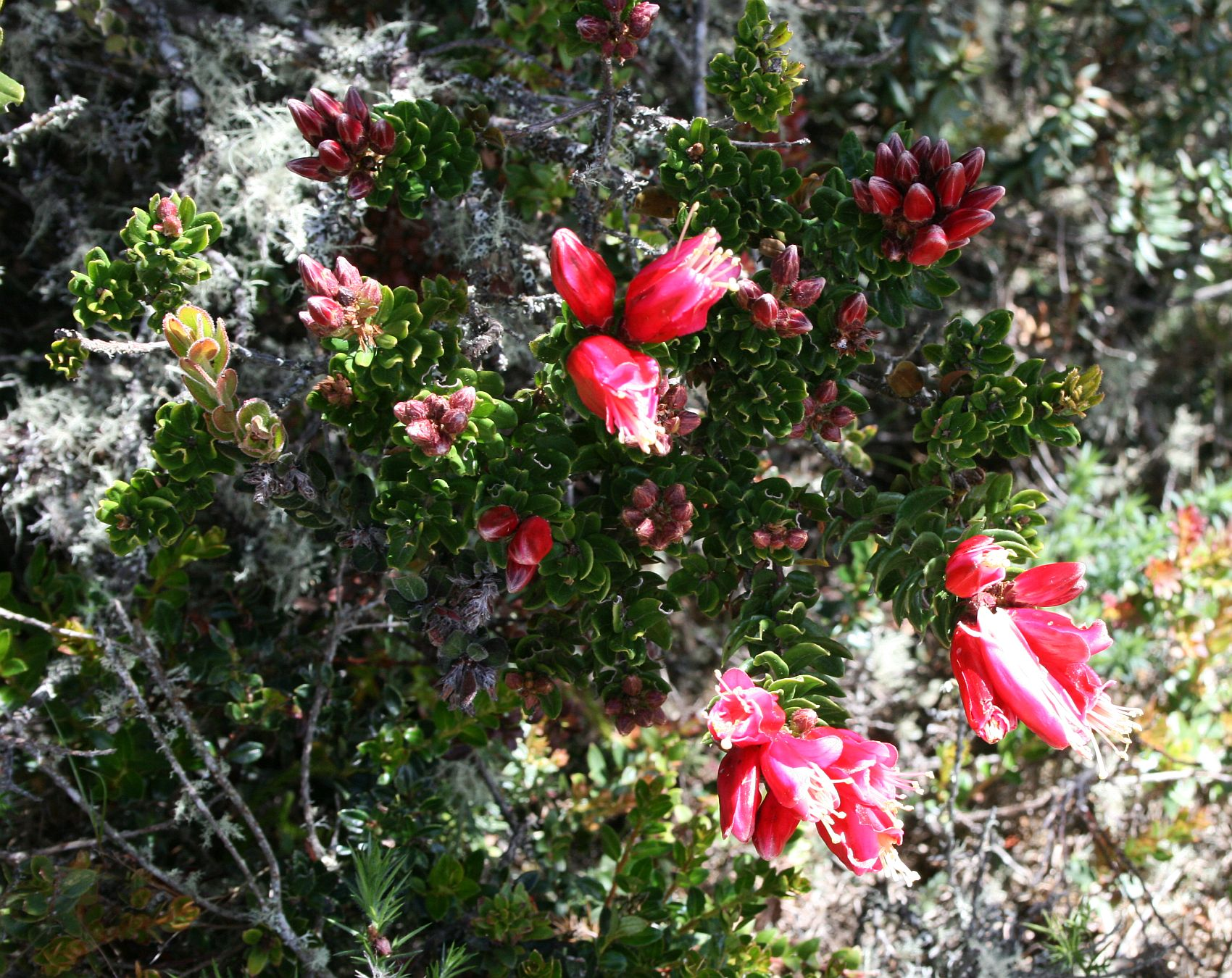
Keř Bejaria resinosa
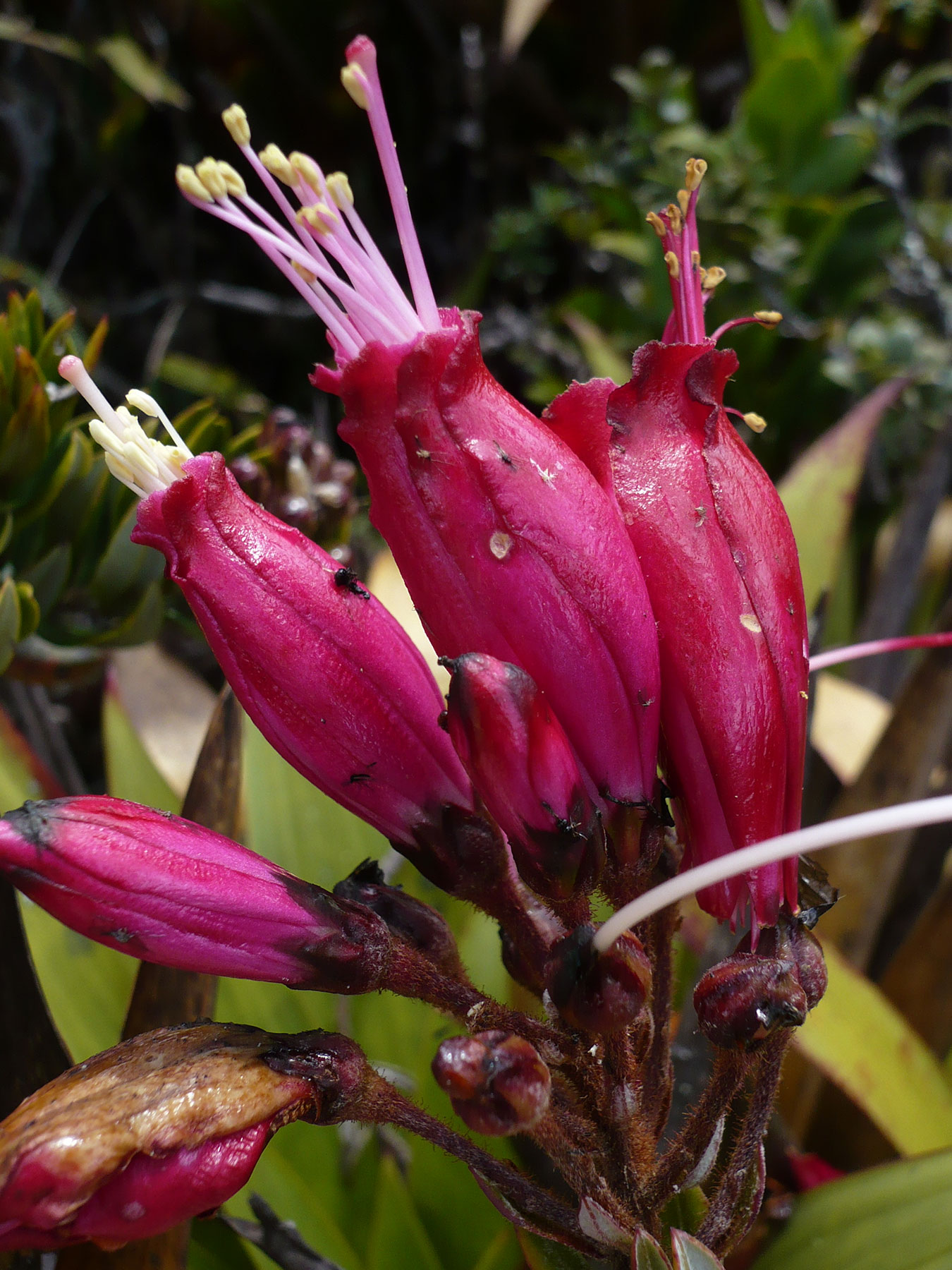
Květy Bejaria resinosa
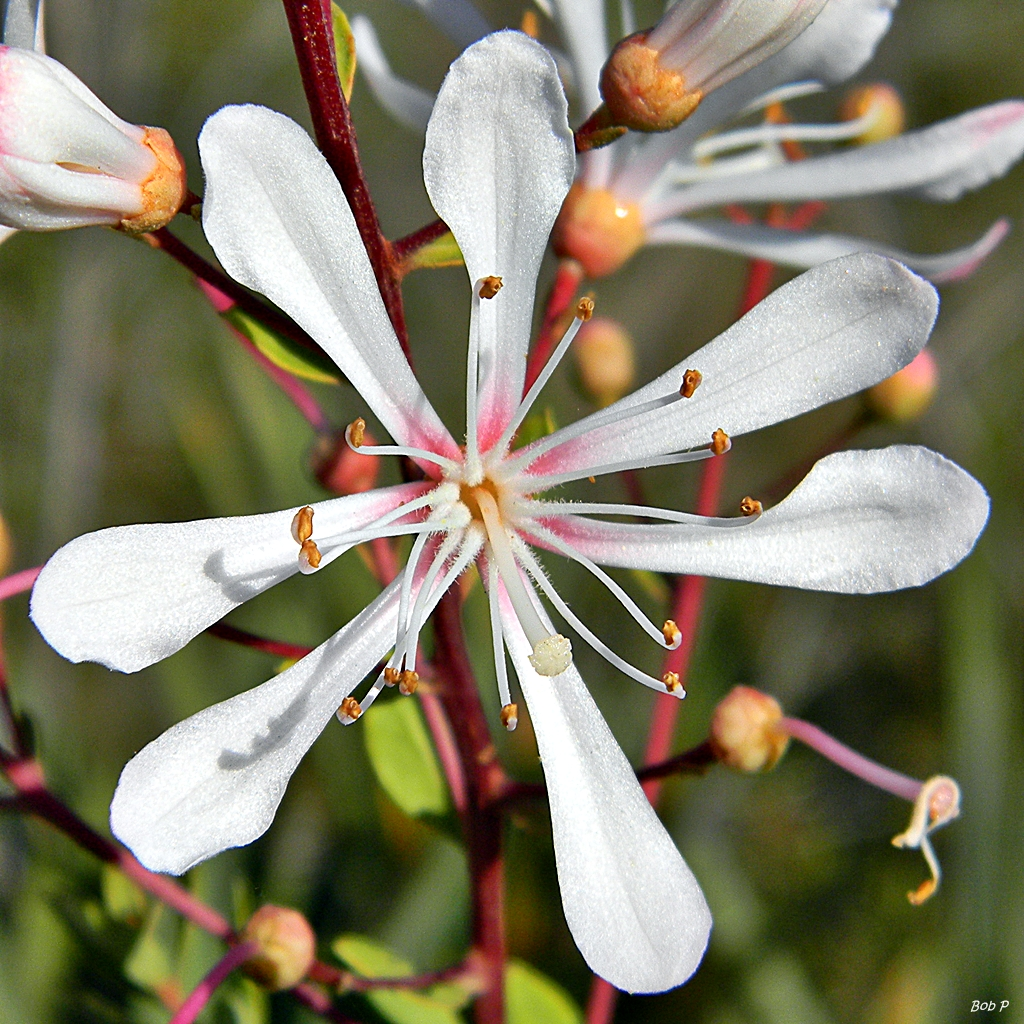
Detail květu Bejaria racemosa

## Rozšíření
Do rodu Bejaria je řazeno 15 druhů, rozšířených v horských oblastech tropické Ameriky. Areál rozšíření sahá od jihovýchodu USA a středního Mexika po Peru, jižní Bolívii a Guyanskou vysočinu. S výjimkou tří druhů je areál rodu omezen na Jižní Ameriku.
V USA roste jediný druh, Bejaria racemosa, rozšířený na jihovýchodě země ve státech Alabama, Georgie a Florida. Do Mexika a Střední Ameriky zasahuje pouze Bejaria aestuans.
Bejaria cubensis je endemit západní Kuby, kde roste v podrostu borových lesů v provincii Pinar de Río v nadmořských výškách 200 až 250 metrů. Bejaria imthurnii je endemit stolových hor Roraima a Kukenan.
Rostliny rodu Bejaria charakteristicky rostou v andském alpínském biotopu páramo, v podrostu horských lesů a v horských mlžných lesích.
Řada druhů jsou endemity jediného pohoří či stolové hory. V Andách vystupují až v nadmořských výšek 3900 metrů.

## Ekologické interakce
Druh Bejaria resinosa je opylován převážně kolibříky. V kolumbijských Andách byly na květech pozorovány druhy kolibřík svítivý (Aglaeactis cupripennis), kolibřík Williamův (Metallura williami) a kolibřík Lafresnayův (Lafresnaya lafresnayi). Mimo kolibříků je navštěvují také háčkozobci (Diglossa) a čmeláci.
Kolibříci navštěvují také květy Bejaria matthewsii.
Bejaria racemosa je na jihovýchodě USA živnou rostlinou housenek drobné můry Zomaria interruptolineana z čeledi obalečovití.

## Taxonomie
Rod Bejaria je v rámci čeledi Ericaceae řazen do podčeledi Ericoideae a tribu Phyllodoceae, kde představuje bazální větev daného tribu. Bazální větví rodu je severoamerický druh Bejaria racemosa, řazený v rámci taxonomie rodu do samostatné sekce Racemosae. Mezi blízce příbuzné rody patří např. Kalmia, Kalmiopsis, Phyllodoce a Rhodothamnus.
V minulosti byl rod Bejaria považován vzhledem k neobvyklé morfologii (volné korunní lístky, vícečetné květy) za bazální rod celé čeledi Ericaceae, výsledky fylogenetických studií však tuto teorii nepotvrdily.
V minulosti byl rod mylně uváděn jako Befaria.

## Význam
Rozdrcené listy Bejaria aestuans jsou v domorodé medicíně používány na bolavé kosti. Plody slouží jako stimulans. Rostlina je také zdrojem paliva a dřevěného uhlí.
Z květů Bejaria resinosa se připravuje nálev proti srdečním záchvatům. Listy mají projímavý účinek, používají se k obkladům na rány a k hubení much.
Rostliny nejsou uváděny ze sbírek žádné české botanické zahrady.